# Bulletin of the American Mathematical Society
Das Bulletin of the American Mathematical Society (BAMS, nach ISO 4 abgekürzt Bull. Am. Math. Soc.) ist eine mathematische Zeitschrift mit Peer-Review der American Mathematical Society, die seit 1891 vierteljährlich erscheint. Sie ist damit älter als die AMS selbst und erschien anfangs (vor der Gründung der AMS) als Bulletin of the New York Mathematical Society.
Veröffentlicht werden Übersichtsartikel zu zeitgenössischer Forschung. Es enthält auch Rezensionen und früher kürzere Zusammenfassungen in anderen Zeitschriften (wie den Annals of Mathematics) publizierter ausführlicher Forschungsarbeiten.
Chefredakteurin ist Susan Friedlander. Zum editorial board gehören außerdem Emmanuel Candès, Richard Durrett, Daniel S. Freed, Edward Frenkel, Irene M. Gamba, Mark Goresky, Andrew Granville, Robert Guralnick, Bryna Kra, Barry Mazur, Andrew Ranicki, Christoph Thiele, Yuri Tschinkel und Michael Wolf (2016).
2015/2016 hatte das Bulletin einen Impact Factor von 2,303 und 2006 von 2,390 (damals Nr. 3 nach Impact Factor) und gehört damit zu den führenden Mathematikzeitschriften. In der Zeit von 1981 bis 2006 rangiert es nach Impact Factor auf Platz 6.
Fast alle Hefte sind frei online zugänglich.